# Discografia de Seohyun
A discografia de Seohyun, uma artista sul-coreana, consiste em um extended play, sete singles, cinco singles promocionais e sete trilhas sonoras. Sua estreia como solista ocorreu em janeiro de 2017 com o lançamento do EP Don't Say No.

## Álbuns

### Extended plays
| Título                                                                                   | Detalhes do álbum                                                                                                | Melhores posições nas paradas | Melhores posições nas paradas | Melhores posições nas paradas | Melhores posições nas paradas | Melhores posições nas paradas | Vendas                |
| Título                                                                                   | Detalhes do álbum                                                                                                | KOR                           | JPN                           | TW J-Pop                      | US Heat                       | US World                      | Vendas                |
| ---------------------------------------------------------------------------------------- | --- | ----------------------------- | ----------------------------- | ----------------------------- | ----------------------------- | ----------------------------- | --------------------- |
| Don't Say No                                                                             | - Lançamento: 17 de janeiro de 2017 - Gravadora: S.M. Entertainment e KT Music - Formatos: CD e Download digital | 1                             | 72                            | —                             | 23                            | 3                             | - : 33,872+ - : 1,791 |
| "—" indica lançamentos que não figuraram nas paradas ou não foram lançados nessa região. | |                               |                               |                               |                               |                               |                       |

## Singles

### Como artista principal
| Título         | Ano  | Melhores posições nas paradas | Vendas (DL) | Álbum        |
| Título         | Ano  | KOR                           | Vendas (DL) | Álbum        |
| -------------- | ---- | ----------------------------- | ----------- | ------------ |
| "Don't Say No" | 2017 | 26                            | - : 68,152+ | Don't Say No |

### Colaborações
| Título                                                                                   | Ano  | Melhores posições nas paradas | Melhores posições nas paradas | Vendas (DL)  | Álbum                                   |
| Título                                                                                   | Ano  | KOR                           | US World                      | Vendas (DL)  | Álbum                                   |
| ---------------------------------------------------------------------------------------- | ---- | ----------------------------- | ----------------------------- | ------------ | --------------------------------------- |
| "Love Hate" (com Jessica e Tiffany)                                                      | 2008 | —                             | —                             | —            | Roommate                                |
| "Jjarajajja" (com Joo Hyun-mi e Davichi)                                                 | 2009 | —                             | —                             | —            | Jjarajajja                              |
| "Let's Go" (com vários artistas)                                                         | 2010 | —                             | —                             | —            | Let's Go                                |
| "Don't Say No" (com Yoon Gun)                                                            | 2012 | 17                            | —                             | - : 305,386+ | Lançamento sem álbum                    |
| "You Are A Miracle" (com vários artistas)                                                | 2013 | 32                            | —                             | - : 53,496+  | 2013 SBS Gayo Daejun Friendship Project |
| "Secret" (com Yuri)                                                                      | 2016 | 149                           | 10                            | - : 11,481+  | Lançamento sem álbum                    |
| "—" indica lançamentos que não figuraram nas paradas ou não foram lançados nessa região. |      |                               |                               |              |                                         |

### Singlespromocionais
| Título                                            | Ano                  | Álbum                               |                                          |      |                |
| ------------------------------------------------- | -------------------- | ----------------------------------- | ---------------------------------------- | ---- | -------------- |
| Título                                            | Ano                  | Álbum                               | "It's Fantastic" (com Jessica e Tiffany) | 2008 | It's Fantastic |
| "Haptic Motion" (com Taeyeon, Jessica e Sunny)    | Lançamento sem álbum |                                     |                                          | 2008 |                |
| "Dreams Come True" (com Donghae)                  | 2011                 | 2011 Asia Song Festival with UNICEF |                                          |      |                |
| "The Magic of Yellow Ribbon" (com Kim Hyun-joong) | 2011                 | Lançamento sem álbum                |                                          |      |                |
| "T'Ple Couple Want It!" (com Kyuhyun)             | 2013                 | Lançamento sem álbum                |                                          |      |                |

## Trilhas sonoras
| Título                                                                                   | Ano  | Melhores posições nas paradas | Vendas (DL)  | Álbum                                         |
| Título                                                                                   | Ano  | KOR Gaon                      | Vendas (DL)  | Álbum                                         |
| ---------------------------------------------------------------------------------------- | ---- | ----------------------------- | ------------ | --------------------------------------------- |
| "Touch the Sky" (com Taeyeon, Jessica, Sunny e Tiffany)                                  | 2007 | —                             | —            | Thirty Thousand Miles in Search of My Son OST |
| "The Little Boat" (com Taeyeon, Jessica, Sunny e Tiffany)                                | 2008 | —                             | —            | Hong Gil-dong OST                             |
| "Motion" (com Taeyeon, Jessica, Sunny e Tiffany)                                         | 2009 | —                             | —            | Heading to the Ground OST                     |
| "Haechi" (com Taeyeon, Jessica, Sunny e Tiffany)                                         | 2010 | 276                           | —            | My Friend Haechi                              |
| "It's Okay Even If It Hurts"                                                             | 2010 | 90                            | —            | Kim Soo Ro OST                                |
| "I'll Wait for You"                                                                      | 2012 | 32                            | - : 155,557+ | Fashion King OST                              |
| "Cheap Creeper" (com Taeyeon, Jessica, Sunny e Tiffany)                                  | 2014 | —                             | —            | Make Your Move OST                            |
| "—" indica lançamentos que não figuraram nas paradas ou não foram lançados nessa região. |      |                               |              |                                               |

## Composições
| Ano  | Álbum        | Canção                        | Letra     | Letra          |
| Ano  | Álbum        | Canção                        | Creditado | Com            |
| ---- | ------------ | ----------------------------- | --------- | -------------- |
| 2013 | I Got a Boy  | "Baby Maybe"                  | Sim       | Sooyoung, Yuri |
| 2013 | I Got a Boy  | "XYZ"                         | Sim       | Yuri           |
| 2014 | Holler       | "Only U"                      | Sim       | —              |
| 2015 | Dear Santa   | "Dear Santa" (versão coreana) | Sim       | —              |
| 2017 | Don't Say No | "Hello"                       | Sim       | Jo Yoon-kyung  |
| 2017 | Don't Say No | "Magic"                       | Sim       | —              |
| 2017 | Don't Say No | "Lonely Love"                 | Sim       | —              |
| 2017 | Don't Say No | "Love & Affection"            | Sim       | —              |
| 2017 | Don't Say No | "Bad Love"                    | Sim       | —              |
| 2017 | Don't Say No | "Moonlight"                   | Sim       | —              |